# Khasheh Ḩeyrān
Khasheh Ḩeyrān (persiska: خَشيران, خشه حیران, Khashīrān) är en ort i Iran.   Den ligger i provinsen Ardabil, i den nordvästra delen av landet, 400 km nordväst om huvudstaden Teheran. Khasheh Ḩeyrān ligger 1 581 meter över havet och antalet invånare är 152.
Terrängen runt Khasheh Ḩeyrān är varierad. Runt Khasheh Ḩeyrān är det ganska tätbefolkat, med 139 invånare per kvadratkilometer. Närmaste större samhälle är Namīn, 4,7 km väster om Khasheh Ḩeyrān. Trakten runt Khasheh Ḩeyrān består till största delen av jordbruksmark.